# Hemmo Drexhage
Pour les articles homonymes, voir Drexhage.
Hemmo Boudewijn Drexhage, né le 13 mars 1942 à La Haye et mort le 22 janvier 2019, est un metteur en scène et producteur néerlandais.

## Biographie
Drexhage étudie le néerlandais à l'Université libre d'Amsterdam. En 1966, Drexhage réalise et produit la fête d'anniversaire de Harold Pinter dans la traduction néerlandaise de Gerard Kornelis van het Reve pour Stichting Amsterdams Universitair Toneel. Il met en scène des œuvres de Peter Weiss, Harold Pinter et August Strindberg pour d'autres sociétés théâtrales étudiantes. Dans les années 1980, Drexhage réalise l'adaptation télévisée de plusieurs nouvelles d'Herman Pieter de Boer pour Veronica TV (nl). Toujours pour Veronica, il réalise et produit l'adaptation téléfilm de Jan Rap et sa compagne d'après le livre du même nom d'Yvonne Keuls (nl). 
En 1972, Drexhage fonde l'agence de droit d'auteur United Dutch Dramatists (UDD). L'agence se concentre sur la représentation de pièces néerlandaises à l'étranger. Parmi les écrivains qui rejoignent l'UDD figurent Herman Pieter de Boer, Lodewijk de Boer (nl), Mies Bouhuys (nl), Dimitri Frenkel Frank, Gerben Hellinga (nl), Jan Willem Holsbergen (nl), Chiem van Houweninge, Yvonne Keuls (nl) et Eric Schneider . 
En plus d'être réalisateur et producteur, Drexhage est également actif en tant que journaliste. Il écrit des critiques de théâtre et de cabaret et réalise des interviews d'auteurs et de réalisateurs pour NRC Handelsblad, Nieuwsblad van het Noorden et les magazines régionaux GPD, entre autres .
Après sa mort, les archives de Drexhage sont données au Letterkundig Museum (nl) de La Haye et à la Fondation Vaclav Havel de Prague, et les plus d'une centaine d'affiches des productions étrangères sont placées auprès de la Fondation ReclameArsenaal (nl).